# Patan
Patan (sanskrit: पाटन Pātan) er en af de største byer i Nepal. Den ligger i distriktet Lalitpur i Katmandudalen. Navnet Lalitpur (sanskrit for Den smukke by) benyttes ofte som synonym for byen Patan. På lokalsproget newari hedder byen Yala.
- Patan
- Patan Durbar Square